# Cățetu
Cățetu – wieś w Rumunii, w okręgu Vâlcea, w gminie Fârtățești. W 2011 roku liczyła 403 mieszkańców.